# بروس مالينا
بروس مالينا (بالإنجليزية: Bruce Malina)‏ هو عالم الكتاب المقدس أمريكي، ولد في 9 أكتوبر 1933، وتوفي في 17 أغسطس 2017.